# Branislav Kubala Daučík
Branislav Kubala Daučík, més conegut com a Branko Kubala, (Sahy, 10 de gener de 1949 - Reus, 25 de febrer de 2018) fou un jugador de futbol, que jugava en la posició de davanter.
Fill gran de Ladislau Kubala Stecz, amb 15 anys estava inscrit en l'escola de jugadors de l'AC Milan. Amb el seu pare com a entrenador, va debutar a l'Estadi de San Mamés amb el RCD Espanyol la temporada 1964-1965, a l'edat de 16 anys i 83 dies, esdevenint així el jugador més jove que mai ha vestit la samarreta blanc-i-blava en competició oficial., i la seva segona i darerra aparició fou davant del FC Sevilla a l'Estadi de Sarrià.
La temporada 1965-66 va marxar al Centre d'Esports Sabadell i després començà l'aventura per Amèrica; primer pel Canadà amb els Toronto Falcons la temporada 1967-68, coincidint amb el seu pare com a entrenador, i l'any 1968 als St Louis Stars i els Dallas Tornado, i fou citat per a incorporar-se al servei militar a Espanya. Després del servei, jugà a la UE Sant Andreu i la temporada 1972-73 va fitxar per l'Atlético Malagueño, filial del Málaga Club de Fútbol.